# Thiên hà xoắn ốc

Một thiên hà xoắn ốc, thiên hà Chong Chóng (cũng được gọi là Messier 101 hay NGC 5457)

Thiên hà xoắn ốc là một kiểu thiên hà được phân loại ban đầu bởi Edwin Hubble trong cuốn sách Thế giới Tinh vân (The Realm of the Nebulae) viết năm 1936 và do vậy là một phần trong dãy Hubble. Các thiên hà xoắn ốc chứa một đĩa phẳng, quay gồm các sao, khí và bụi, và một vùng tập trung rất nhiều ngôi sao tại trung tâm thiên hà gọi là chỗ phình. Thiên hà xoắn ốc còn được bao xung quanh bởi nhiều quầng của các sao, mà nhiều trong số chúng tập trung trong các quần tinh cầu.
Gọi là thiên hà xoắn ốc bởi vì chúng có các cấu trúc nhánh xoắn ốc (thường là hai nhánh) mở rộng từ tâm ra đĩa thiên hà. Các nhánh xoắn ốc chính là nơi đang diễn ra sự hình thành sao và chúng sáng hơn vùng đĩa xung quanh bởi vì có các ngôi sao trẻ, nóng loại OB nằm trong những nhánh xoắn ốc này.
Gần một nửa các thiên hà đã được quan sát có các thành phần phụ thêm với dạng cấu trúc dạng thanh (bar-like structure), mở rộng từ chỗ phình trung tâm đến nơi bắt đầu của các nhánh xoắn ốc. Dải Ngân Hà của chúng ta cũng được xác nhận gần đây (trong thập niên 1990) là thiên hà xoắn ốc có thanh, mặc dù cấu trúc dạng thanh này rất khó được phát hiện do vị trí của hệ Mặt Trời trong đĩa thiên hà. Chứng cứ thuyết phục nhất cho sự tồn tại của thanh là từ khảo sát gần đây Lưu trữ ngày 8 tháng 5 năm 2021 tại Wayback Machine, thực hiện bởi Kính viễn vọng Không gian Spitzer, về các ngôi sao trong tâm Ngân Hà.
Cùng với các thiên hà vô định hình, thiên hà xoắn ốc chiếm khoảng xấp xỉ 60% số thiên hà trong vũ trụ gần xung quanh chúng ta. Chúng hầu hết được tìm thấy trong những vùng có mật độ thấp và rất hiếm gặp tại trung tâm của các quần tụ thiên hà.

## Cấu trúc

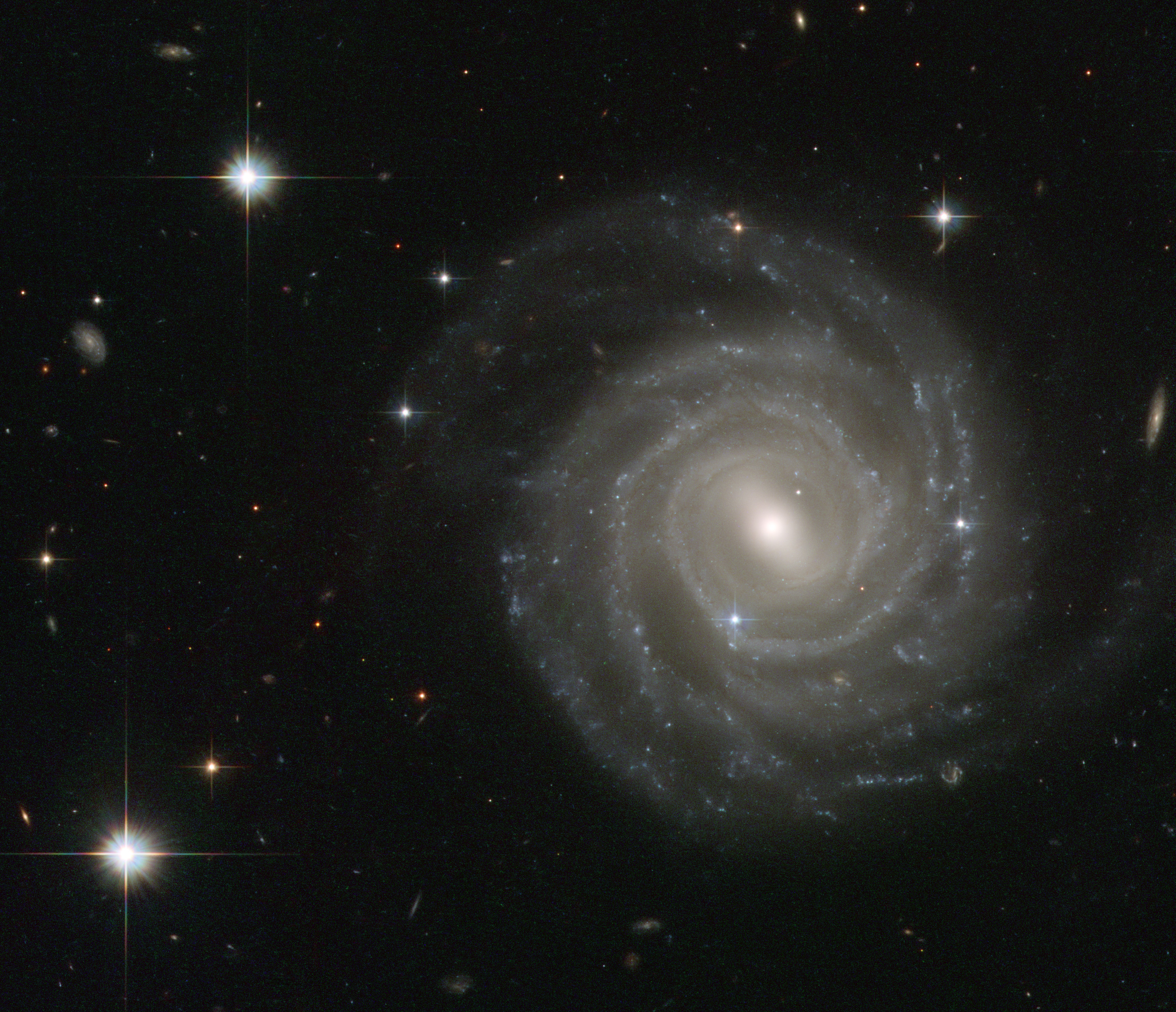
Thiên hà xoắn ốc có thanh UGC 12158.

Các thiên hà xoắn ốc chứa bốn thành phần riêng biệt:
- Một đĩa phẳng, quay quanh tâm chứa các ngôi sao (hầu hết là mới được sinh ra) và vật chất liên sao trong đó dễ thấy các nhánh xoắn ốc
- Một chỗ phình ở trung tâm chứa các sao, chủ yếu là sao già, chỗ phình này tương tự như một thiên hà elip
- Một sự phân bố sao hình thanh
- Một quầng thiên hà gần hình cầu chứa các ngôi sao, bao gồm rất nhiều quần tinh cầu (hay cụm sao cầu)
- Lỗ đen siêu khối lượng tại tâm của chỗ phình
- Một quầng thiên hà vật chất tối có hình dạng gần cầu

Các thành phần này thay đổi khác nhau tùy theo khối lượng, độ trắng và kích thước của các thiên hà xoắn ốc.

### Nhánh xoắn ốc

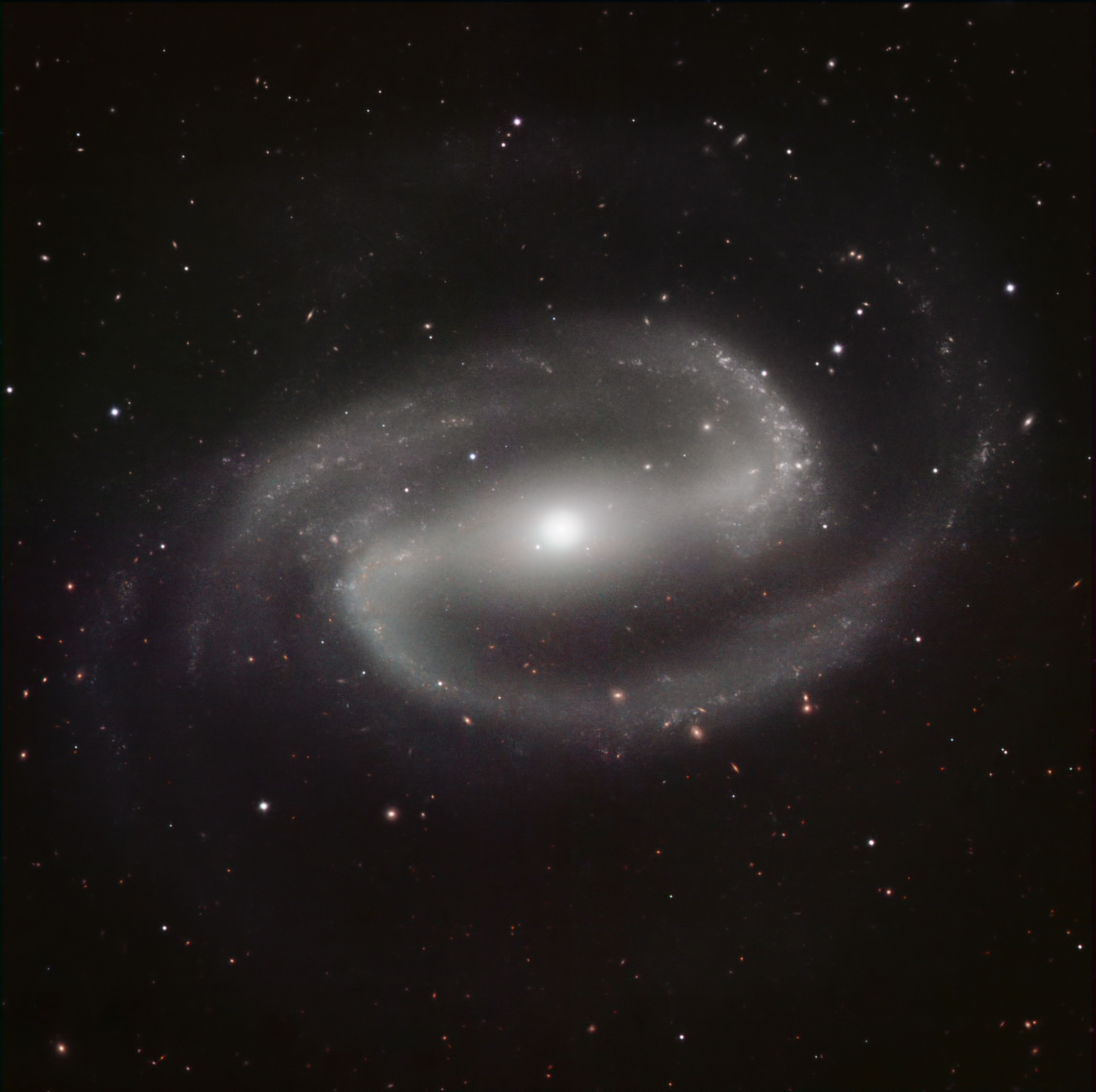
NGC 1300 qua ảnh hồng ngoại.

Nhánh xoắn ốc là những vùng chứa sao mở rộng từ tâm của thiên hà xoắn ốc không thanh và thiên hà xoắn ốc có thanh. Đây là những vùng dài, mỏng có hình xoắn ốc và dựa vào đó mà các nhà thiên văn đặt tên thành các thiên hà xoắn ốc. Do vậy, một cách tự nhiên, sự phân loại khác nhau của các thiên hà xoắn ốc dựa vào sự khác biệt của cấu trúc các nhánh xoắn ốc này. Ví dụ, các thiên hà Sc và SBc, có các nhánh xếp "rất thưa" với nhau, trong khi các thiên hà Sa và SBa có các nhánh cuộn chặt vào nhau (tham chiếu từ dãy Hubble). Ngoài ra, các nhánh xoắn ốc chứa rất lớn các ngôi sao trẻ, nóng (do mật độ không gian liên sao rất lớn và tốc độ sản sinh sao nhanh), cũng là một đặc điểm đáng chú ý của các nhánh xoắn ốc.

### Chỗ phình thiên hà
Chỗ phình là một nhóm sao khổng lồ, với mật độ các sao trong vùng này là lớn. Thuật ngữ này thường nói đến các nhóm ngôi sao được tìm thấy hầu hết trong các thiên hà xoắn ốc.
Sử dụng phân loại của Hubble, chỗ phình của các thiên hà Sa thường chứa các sao già, đỏ loại II (population II), với thành phần kim loại thấp. Hơn thế nữa, chỗ phình của các thiên hà loại Sa và SBa thường có kích thước lớn. Ngược lại, chỗ phình của các thiên hà loại Sc và SBc lại nhỏ hơn, và chứa các sao xanh, trẻ, loại I. Một số chỗ phình có tính chất tương tự với các thiên hà elip (khi chúng có khối lượng và độ sáng thấp), và một số chỉ đơn giản là hiện lên với mật độ cao hơn tại trung tâm của đĩa thiên hà, và có tính chất tương tự như đĩa thiên hà.
Nhiều chỗ phình được cho là chứa một lỗ đen siêu khối lượng tại tâm của chúng. Các lỗ đen chưa bao giờ được quan sát một cách trực tiếp, nhưng đã có nhiều chứng cứ cho sự tồn tại của chúng. Trong thiên hà của chúng ta, có một thiên thể gọi là Sagittarius A* được tin rằng chính là một lỗ đen siêu khối lượng. Cũng có một tương quan chặt chẽ giữa khối lượng của lỗ đen và sự phân tán vận tốc của các ngôi sao trong chỗ phình, gọi là tương quan M-sigma.

## Các ví dụ điển hình
| - Thiên hà Tam Giác - Thiên hà Xoáy Nước | - Thiên hà Andromeda | - Thiên hà Hoa Hướng Dương - Thiên hà Chong Chóng |

### Thành phần
| - Đĩa thiên hà - Chỗ phình (thiên văn) | - Quầng thiên hà (Galactic halo) | - Hào quang thiên hà(Galactic corona) |

### Phân loại
| - Biểu đồ độ lớn màu thiên hà - Phân loại hình thái của thiên hà - Dãy Hubble - Đĩa thiên hà - Thiên hà hoạt động - Thiên hà xoắn ốc có thanh | - Thiên hà lùn - Thiên hà elip lùn - Thiên hà hình cầu lùn - Thiên hà elip - Thiên hà xoắn ốc thiết kế lớn - Thiên hà xoắn ốc trung gian - Thiên hà không đều | - Thiên hà hình hạt đậu - Thiên hà vành - Thiên hà sản sinh sao tốc độ lớn - Thiên hà Seyfert - Thiên hà xoắn ốc không thanh |

### Khác
| - Hệ tọa độ thiên hà - Sự hình thành và tiến hóa thiên hà - Nhóm thiên hà | - Danh sách thiên hà - Danh sách các thiên hà gần nhất | - Lịch sử khám phá thiên hà, quần tụ thiên hà và cấu trúc lớn trong vũ trụ - Liên hệ Tully-Fisher |